# Giuliano Falciglia da Salemi
Giuliano Falciglia, detto da Salemi (Salemi, XV secolo – Messina, 20 maggio 1459), è stato un filosofo italiano priore generale dell'ordine agostiniano.

## Biografia
Giuliano Falciglia nacque a Salemi agli inizi del XV secolo e giovanissimo entrò nel convento di Sant'Agostino della sua città natale per essere poi trasferito nel 1419 a Padova per proseguine negli studi, dove divenne allievo di Paolo da Venezia e Giovanni di Cipro. Fu poi più volte trasferito: nel 1422 a Siena e due anni dopo a Bologna, dove fu eletto definitore dell'ordine dell'isola sicula durante il capitolo generale del 4 luglio 1430 tenutosi nel convento di Montpellier.
Fu nominato baccelliere sentenziario a Padova dove insegnò teologia nel biennio 1430-32. Fu quindi nominato reggente di Rimini e socio del priore generale dell'ordine durante il concilio di Basilea sostituendolo nell'incarico dal 1443. Restò fino al 1459 priore generale dell'Ordine agostiniano. Questa carica gli venne più volte rinnovata nei diversi capitoli generali dell'ordine tenutesi a Bourges 1441, Ferrara (1451) e ad Avignone (1455) restando presumibilmente in carica fino alla sua morte, tanto che il successore Alessandro Oliva fu eletto solo il 12 maggio 1459. La data della sua morte che il Perdini indica come il 20 maggio è quindi non da tutti considerata esatta, ma si presume che possa essere deceduto entro la prima decade del mese di maggio. In questo lungo periodo a causa dei suoi gravi problemi di salute dal 1448 incaricò suo collaboratore Alessandro Oliva di Sassoferrato, poi suo successore.
La salma fu sepolta nel convento agostiniano di Messina.

## Opere
- Statuta pro conventu Parisiensi del 1447
- De sensu composito
- De medio demostrationis